# Carole Roussopoulos
Carole Roussopoulos (Lausanne, Suiça, 25 de maio de 1945 - Molignon, Suíça, 22 de outubro de 2009) foi uma cineasta, videasta, feminista e activista pelos direitos LGBT suíça conhecida principalmente pelos seus primeiros documentários sobre o movimento de libertação das mulheres em França. Durante toda a sua carreira, realizou cerca de 150 documentários. Foi casada com o exilado político, físico e pintor grego Paul Roussopoulos, sendo ainda mãe da pintora Alexandra Roussopoulos e avó da activista e cineasta Callisto McNulty.

## Biografia

### Primeiros Anos
Nascida Carole de Kalbermatten, a 25 de maio de 1945 em Lausanne, Suíça, Carole viveu os seus primeiros anos em Sion, no cantão de Valais, tendo estudado posteriormente literatura na sua cidade natal.
Em 1967, com vinte e um anos, fixou residência em Paris, França, onde começou a trabalhar na revista Vogue. Dois anos depois, demitiu-se por não se sentir realizada e, aconselhada por Jean Genet, adquiriu uma câmara Portapak da Sony, o primeiro gravador de vídeo analógico portátil disponível para o público em geral, utilizado em França até então apenas por Jean-Luc Godard. Carole tornou-se assim na segunda utilizadora conhecida do novo sistema de gravação e na primeira mulher cineasta a abraçar a nova tecnologia que permitia ser operada por apenas uma pessoa.

### Carreira Artística
Em 1969, Carole e o seu marido, Paul Roussopoulos, fundaram um dos primeiros grupos colectivos militantes de vídeo, chamado Video Out. Interessada em experimentar e ver a reação do público, Carole começou a apresentar os seus trabalhos nos mercados de Paris, acompanhada pela cantora e comediante Brigitte Fontaine e a acordionista Julie Dassin. Um ano depois, realizou o seu primeiro documentário, Genet parle d'Angela Davis (conhecido em inglês como Angela Davis Is at Your Mercy) sobre a activista política americana Angela Davis.
Durante o início de sua carreira, assumindo-se como uma activista pelos direitos de todos que os eram ostracizados ou discriminados pela sociedade, Carole Roussopoulos focou-se essencialmente em testemunhar e filmar vários eventos importantes nas cruzadas dos direitos humanos, realizando os documentários FHAR (Front Homosexuel d'Action Révolutionnaire) (1971), o qual relatava a primeira parada pelos direitos dos homossexuais em Paris, LIP (1973-1976), uma colecção de pequenos documentários sobre as várias marchas e acções grevistas das trabalhadoras das fábricas LIP em Besançon, Les Prostituées de Lyon parlent (1975), que dava voz à reivindicação de direitos e apelava pelo fim do assédio policial, fiscal e social de duzentas profissionais do sexo que ocuparam a igreja de Saint-Nizier em Lyon, ou ainda Munique (1972), sobre a luta palestiniana e a repressão vivida nos campos de refugiados da Jordânia, entre outros. Para além destes temas, Carole passou a retratar, periodicamente, a vida de várias mulheres que começavam a trilhar caminho na luta dos direitos das mulheres, como Gabrielle Nanchen, a primeira mulher eleita para o Conselho Nacional da Suiça, ou ainda a artista plástica Gina Pane, filmando as suas chocantes e inovadoras performances, durante toda a década de 1970.
Em pleno período de contestação social, Carole Roussopoulos tornou-se muito rapidamente num dos nomes mais conhecidos do público francês, sendo convidada a leccionar na Universidade de Vincennes, cargo o qual assumiu como professora de vídeo de 1973 a 1976.

### Colectivo Les Insoumuses
Em 1975, após conhecer a actriz francesa Delphine Seyrig e a tradutora Ioana Wieder, num workshop de edição de vídeo que a própria organizou no seu apartamento, Carole começou a colaborar com as duas, tornando-se num trio quase inseparável. Juntas formaram o vídeo coletivo feminista Les Insoumuses, um neologismo que combina "insoumise" (desobediente) e "muses" (musas), e pouco depois realizaram o documentário sobre a luta pelos direitos das mulheres, intitulado SCUM Manifesto, baseado no manifesto homónimo, escrito pela feminista radical Valerie Solanas.
Anos mais tarde, em 1982, Carole, Seyrig e Ioana fundaram o Centro Audiovisual Simone de Beauvoir, em homenagem à autora e filósofa feminista francesa, com o objectivo de documentar e servir de arquivo histórico para o movimento pelos direitos das mulheres.

### Últimos Anos
Durante a década de 80 e 90, Carole Roussopoulos continuou a realizar inúmeras séries documentais, focando-se essencialmente em obras biográficas de activistas e artistas, assim como em estudos e retratos sobre as desigualdades de direitos e condições de vida das mulheres em França e no estrangeiro, ou ainda sobre crime ou violência contra as mulheres, desde violência doméstica ao abuso sexual, para além de ter dirigido de 1986 a 1994 o l'Entrepôt, um cinema de arte criado e dirigido anteriormente por Frédéric Mitterrand, em Paris.
Em 1995, Carole regressou à Suíça para documentar vários assuntos urgentes ou problemáticos que, na sua opinião, não estavam a receber a devida atenção no seu país. Durante esse período, Carole fez uma série de filmes onde retratava diversos temas, como a saúde, a doença, o envelhecimento e a morte.

### Morte
Carole Roussopoulos faleceu a 22 de outubro de 2009 em Molignon, Suíça.

## Homenagens e Legado

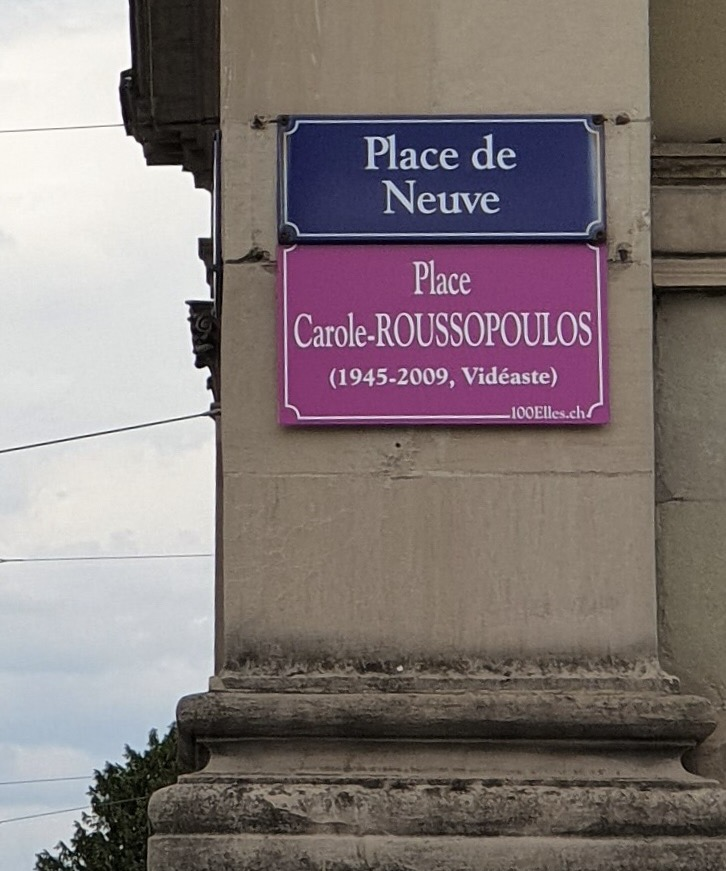
Placa de homenagem na Praça Nova (Génebra, Suiça), erguida pela iniciativa 100Elles

Em 2001, Carole foi nomeada Oficial da Ordem Nacional da Legião de Honra em França pelos seus trinta e dois anos de serviço pela sétima arte, o cinema.
Em 2007, a Cinémathèque Française (Cinemateca Francesa) dedicou-lhe um ciclo de exibições. Nesse mesmo ano, foi criada a Associação Carole Roussopoulos, dirigida por Hélène Fleckinger. Tal como o Centro Audiovisual Simone de Beauvoir, que ainda permanece activo, a associação tem a missão de funcionar como arquivo, promoção e exibição do seu trabalho cinematográfico. 
Em 2008, o documentarista Tristan Aymon realizou o filme "C comme Carole", sobre a cineasta.
Em 2011, a cineasta suíça Emmanuelle de Riedmatten realizou um documentário sobre a vida de Roussopoulos, intitulado de "Carole Roussoupoulos, une femme à la caméra".
Em 2019, a Associação Escouade instalou temporariamente cem placas de nomes de ruas em Genebra com o nome de cem ilustres mulheres suiças, em homenagem a elas e ao seu trabalho. Uma das mais ilustres praças da cidade, a Place Neuve (Praça Nova), ficou temporariamente conhecida pela Praça Carole Roussopoulos como parte da iniciativa 100Elles.
Em 2019, o documentário "Delphine et Carole: les insoumuses" foi realizado por Callisto McNulty, neta de Carole Roussopoulos. O filme serve como tributo e retrata a amizade de Carole com Delphine Seyrig, as suas lutas e causas feministas nos anos 70 usando um novo meio, o vídeo.

## Filmografia
- Genet parle d'Angela Davis (Angela Davis Is at Your Mercy) (1970)
- Y'a qu'à pas baiser (1971)
- FHAR (1971)
- Grève des femmes à Troyes (1971)
- LIP (série de seis documentários, 1973-1976): LIP I: Monique (1973); LIP II: La marche de Besançon (1973); LIP III: Monique et Christiane (1976); LIP IV: Jacqueline et Marcel (1977);
- Y'a qua pas baiser (1973)
- L'enterrement de Mahmoud AL Hamchari (1973)
- Performance Art de Gina Pane (série documental): Action Autoportrait(s) (1973); Action Psyché (Essai) (1974); Mise en place de Action Mélancolique 2X2X2 (1974); Action Mélancolique 2X2X2 (1974); Action Death Control (1975);
- Les Prostituées de Lyon parlent (1975)
- Death Control 1 (1975)
- Death Control 2 (1975)
- Messe pour un corps (1975)
- Maso et Miso vont en bateau (1975)
- Les mères espagnoles (1975)
- La marche du retour des femmes à Chypre (1975)
- La marche des femmes à Hendaye (1975)
- Society for Cutting Up Men (1976)
- Manifesto SCUM (1976)
- Le viol, Anne, Corinne et les autres (1978)
- Point d'émergence (série de três documentários): Aline Gagnaire; Charlotte Calmis; Vera Pagava (1978)
- Le juge et les immigrés (1980)
- Ça bouge à Mondoubleau (1982)
- Ça bouge à Vendôme (1982)
- Flo Kennedy : portrait d'une féministe américaine (1982)
- Profession (série documental): Agricultrice (1982); Conchylicultrice (1984);
- S.O.S. j'accouche (1982)
- Yvonne Netter, avocate (1983)
- Pionnières et dictionnaires du cinéma 1900-1960 (1984)
- Colette Auger : une nouvelle loi sur le nom (1984)
- Femmes d'immigrées de Gennevilliers (1984)
- La mort n'a pas voulu de moi: portrait de Lotte Eisner (1984)
- Une journée ordinaire de Christine Ockrent (1984)
- Y'a vraiment des gens qui vivent avec très peu (1985)
- Les travailleuses de la mer (1985)
- Les cavistes nouveaux sont arrivés (1985)
- La drogue on peut s'en sortir, disent-elles (1986)
- L'égalité professionnelle (série documental): Ça bouge (1986); Ça avance dans les transports (1987);
- Les clés de Mauzac (1987)
- L'inceste (série documental): la conspiration des oreilles bouchées (1988); lorsque l'enfant parle (1992); brisons le silence! (2005);
- Nouvelles qualifications: les entreprises innovent avec des jeunes (1988)
- La ballade des quartiers / parole d'en France (1989)
- Nous femmes contre vents et marées (1990)
- Mort des malades (série documental): souffrance des soignants (1991); souffrance des médecins (1992); souffrance des familles (1993);
- Les hommes invisibles (1993)
- L'accueil temporaire des personnes âgées ou le répit des familles (1993)
- La drogue… Non merci : drogues images prévention (1994)
- Être avec (1996)
- L'accueil familial : vieillir comme chez soi (1996)
- En équipe avec le malade (1996)
- Les violences du silence (1997)
- Les murs du silence: agressions sexuelles en institutions (1998)
- Quand les jours sont comptés… (1999)
- Debout! Une histoire du mouvement de libération des femmes (1999)
- Paroles de résidents (2000)
- Cinquantenaire du deuxième sexe: 1949-1999 (2001)
- Marchons avançons résistons en Suisse Romande (2002)
- Vieillir en liberté (2002)
- Viol conjugal, viol à domicile (2003)
- Qui a peur des Amazones? (2003)
- Il faut parler: portrait de Ruth Fayon (2003)
- Le jardin de Lalia: des microcrédits pour les femmes maliennes (2004)
- Familles d'ici, familles d'ailleurs (2004)
- L'Europe, parlons-en… (2004)
- Je suis un être humain comme les autres (2006)
- Pour vous les filles! (2006)
- Femmes mutilées, plus jamais! (2007)
- Des fleurs pour Simone de Beauvoir (2007)
- Mariages forcés, plus jamais ! (2008)
- Delphine Seyrig, un portrait (2009)

## Lista de Referências
1. ↑  Fernandez Ferrer, Nicole. «Carole Roussopoulos». Newmedia-art
2. ↑  Pallister, Janis L.; Hottell, Ruth A. (2005). French-speaking Women Documentarians: A Guide (em francês). [S.l.]: Peter Lang
3. ↑  Robinson, Hilary (20 de abril de 2015). Feminism Art Theory: An Anthology 1968 - 2014 (em inglês). [S.l.]: John Wiley & Sons
4. ↑  Cahiers du cinéma (em francês). [S.l.]: Éditions de l'Étoile. julho de 2009
5. ↑  Brenez, Nicole; Roussopoulos, Carole (2010). Caméra militante: luttes de libération des années 1970 (em francês). [S.l.]: MētisPresses
6. ↑  Bonnet, Marie-Jo (9 de novembro de 2006). Les Femmes artistes dans les avant-gardes (em francês). [S.l.]: Odile Jacob
7. ↑  Seyrig, Delphine; Roussopoulos, Carole (25 de abril de 2018). SCUM Manifesto (em francês). [S.l.]: Art Book Magazine Distribution
8. ↑  Nelmes, Jill; Selbo, Jule (29 de setembro de 2015). Women Screenwriters: An International Guide (em inglês). [S.l.]: Springer
9. ↑  «Tristan Aymon | Filmographie». Terrain Vague (em francês)
10. ↑  «Carole Roussopoulos, une femme à la caméra - Tënk». Tenk, le documentaire d'auteur (em francês)
11. ↑  «Feminismo: Callisto McNulty na peugada de Delphine Seyrig e Carole Roussopoulos». C7nema. 17 de outubro de 2019